# نوذرآباد
نوذرآباد روستایی است در نزدیکی زاغمرز و نیروگاه سیکل ترکیبی شهید سلیمی و از توابع بخش مرکزی شهرستان نکا در استان مازندران ایران.

## جمعیت
این روستا در دهستان قره‌طغان قرار دارد و براساس سرشماری مرکز آمار ایران در سال ۱۳۸۵، جمعیت آن ۱۹۹۱ نفر (۵۶۰خانوار) بوده‌است.
این روستا ۵۶۰ خانواده دارد که از این تعداد جمعیت، ترکیب جمعیتی روستا، جوان و بیش از ۵۰ درصد از جمعیت را جوانان و نوجوانان تشکیل می‌دهند. مردم نوذرآباد از قومیت طبری هستند. مردم نوذرآباد به زبان طبری (مازندرانی) سخن میگویند.

## معرفی کلی
«نوذرآباد» «تلفظ: آوا: نَ ذَ» روستایی از دهستان «قره طغان»، بخش مرکزی شهرستان «نکا» واقع در استان مازندران می‌باشد. این روستا در ۲۰ کیلومتری شمال شهرستان نکا قرار دارد و فاصله آن تا شهر تهران، ۳۰۰ کیلومتر است. فاصله «نوذرآباد» از مرکز استان، شهرستان «ساری» ۴۰ کیلومتر است و در شمال شرقی، این شهرستان واقع شده است.
نوذرآباد قدمتی ۱۰۰ ساله دارد و اولین بار فردی به نام «نوذر» به این مکان آمده است و وجه تسمیه «نوذرآباد» به ایشان برمی گردد.
نیروگاه شهید سلیمی در مجاورت این روستا قرار دارد. 

## مختصات جغرافیایی
در فاصله ۳ کیلومتری از شمال این روستا، دریاچه «خزر»، بزرگترین دریاچه جهان قرار دارد. رودخانه «نکارود» نیز از وسط زمینهای کشاورزی روستا می‌گذرد. به فاصله ۴ کیلومتری از شمال شرقی روستا، نیروگاه بخاری «شهید سلیمی نکا» که بزرگترین نیروگاه حرارتی خاورمیانه است، قرار دارد؛ و در کنار آن کشتی سازی بزرگ «ایران صدرا» است که سازنده دو سکوی بزرگ حفّاری در دریای خزر، و منطقه ویژه اقتصادی و بندر امیرآباد قرار دارد.

## اماکن مذهبی
این روستا، دارای یک مسجد جامع، یک حسینیه که یک امامزاده در آن واقع است و مکانی به نام زینبیه (مخصوص خواهران) می‌باشد.
«نوذرآباد» دارای دو امامزاده است که یکی از آنها در گورستان قدیمی و دیگری در حسینیه محل قرار دارد و گفته می‌شود این دو امامزاده برادرند. نام آنها «عبدالرحیم» و «عبدالکریم» است و منسوب به حضرت علی (ع) می‌باشند. مردم روستا و منطقه اعتقاد زیادی به این دو امامزاده دارند و شفای بیماران خود را از آن دو بزرگوار گرفته‌اند. 